# Jitka Píšová-Slavíková
Jitka Píšová-Slavíková (* 24. března 1963 Pardubice) je česká malířka, ilustrátorka, autorka celodřevěných marionet.

## Osobní život
V roce 1990 se začala učit v keramickém ateliéru pod vedením architekta a sochaře Viléma Lechnera, který ji zasvěcoval do práce na hrnčířském kruhu a práce s glazurami. V roce 1998 uspořádala první autorskou výstavu. Pod vedením výtvarníka Jiřího Šimka se v roce 2006 pustila do celodřevěných loutek.

### Dílo
Její styl je velmi výrazně ovlivněn osobními pocity, myšlenkami a představivostí. Díla jsou bez složitých a rušivých detailů. Charakteristické jsou malby s vysokým kontrastem hladkých ploch s reliéfní strukturou. V její malířské tvorbě se prolínají různé styly odrážející momentální náladu. Výtvarná díla pojednávají zejména o interních pocitech dívek a žen.
Obrazy vytvářené technikou olejomalby zachycují pohled na svět kolem nás. Náměty jsou pozitivní emoční a barevné. Její díla jsou zastoupena je v soukromých sbírkách doma i v zahraničí (Kanada, Španělsko, Německo, Slovensko, Holandsko).
Na začátku roku 2024 se její tvorba posouvá novým směrem. Vyvinula vlastní, nový styl, kterému dala originální název „Kombinovaná technika“, neboli prolínání. Tento styl vzniká spojení jejích autorských děl a kreseb.

### Ilustrace
- Cesta k hoře úsvitu – Almanach české poezie 2020, ISBN 9788088372103
- Ohlédni se nezkameníš – Almanach české poezie 2021, ISBN 9788088372158
- Kouzlo nočního koupání - ISBN 978-80-7568-755-5

### Kombinovaná technika

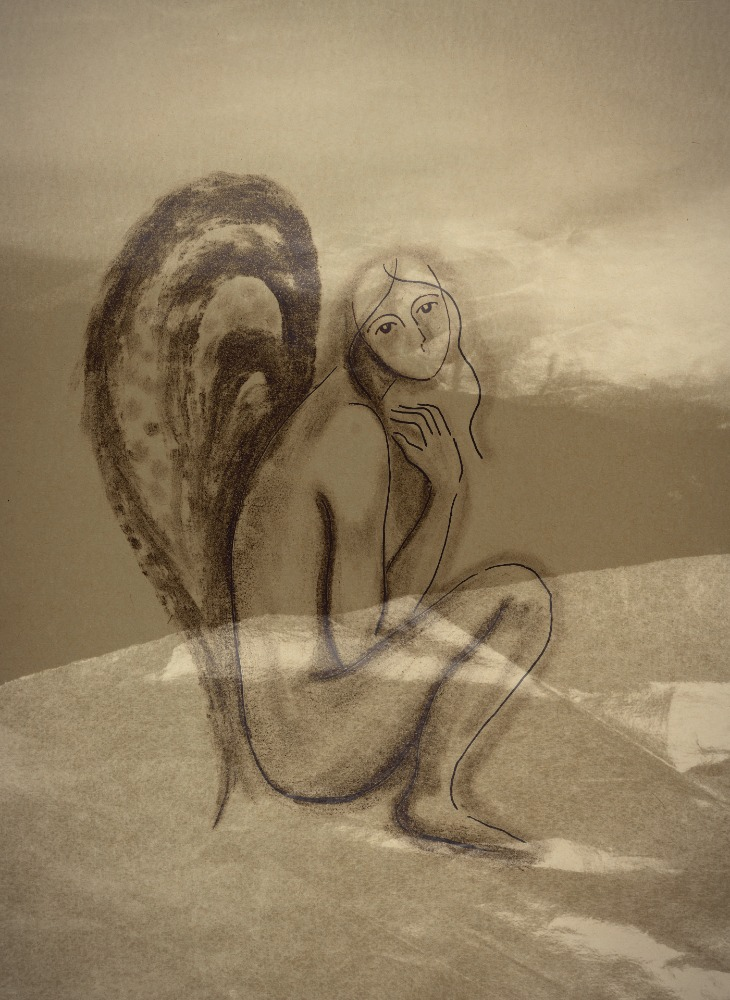
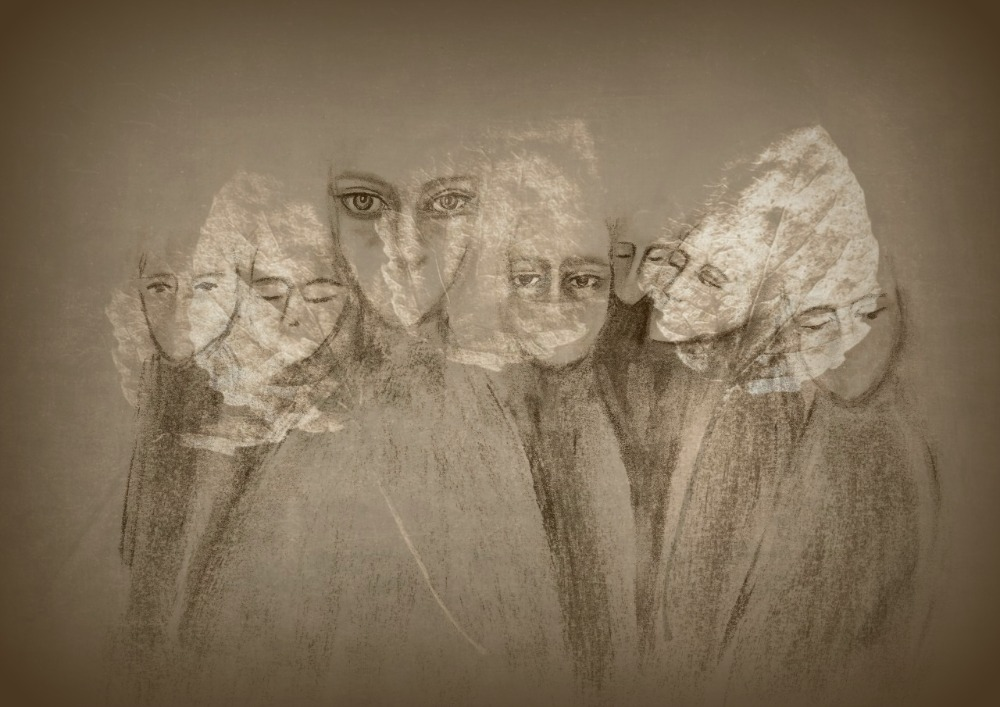
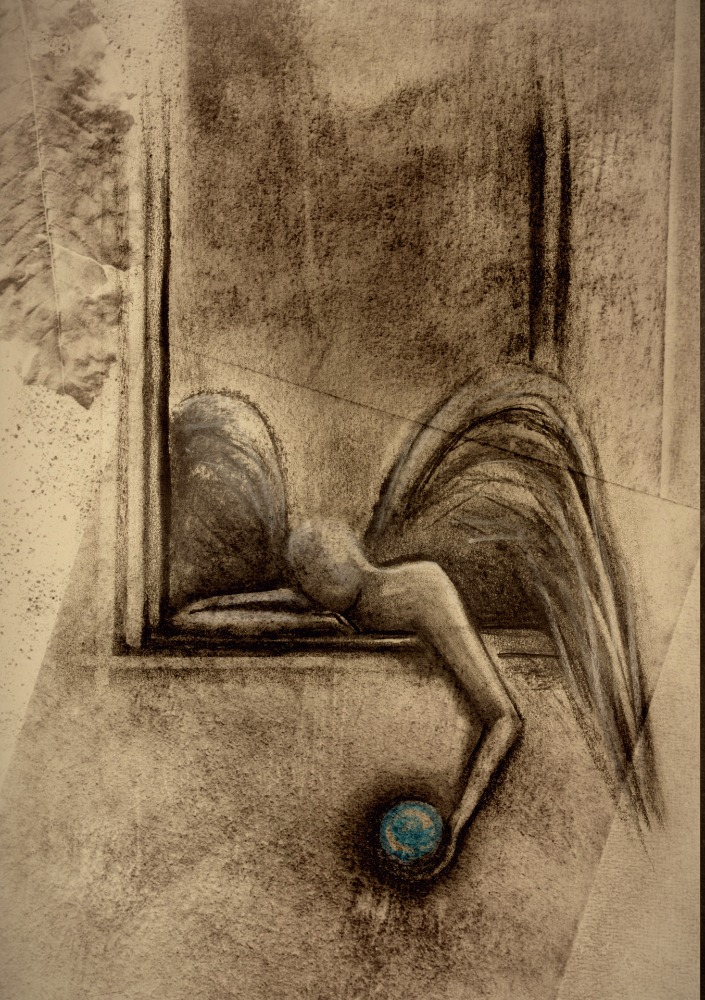

## Galerie

### Obrazy

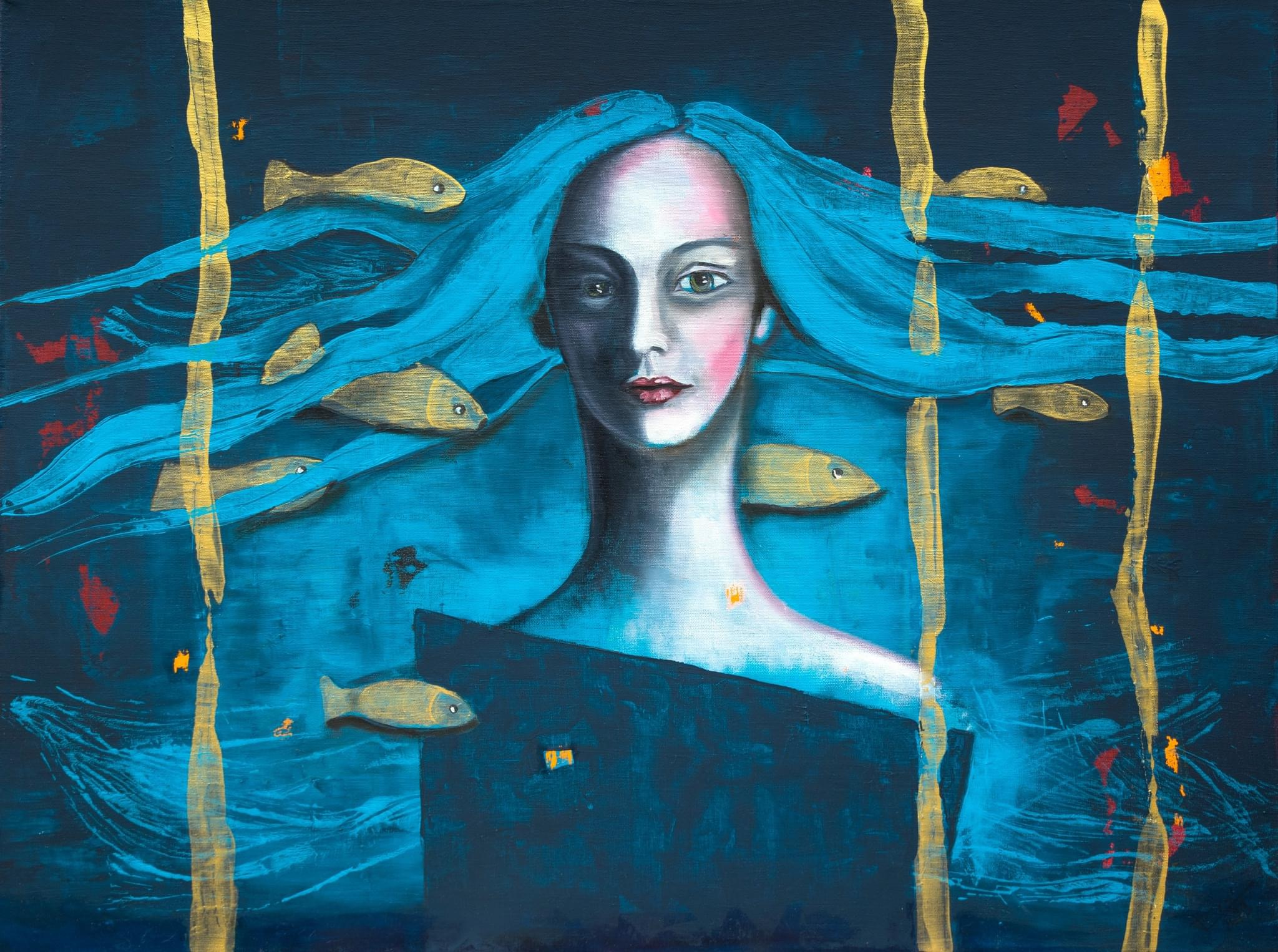
Mám ještě spoustu přání
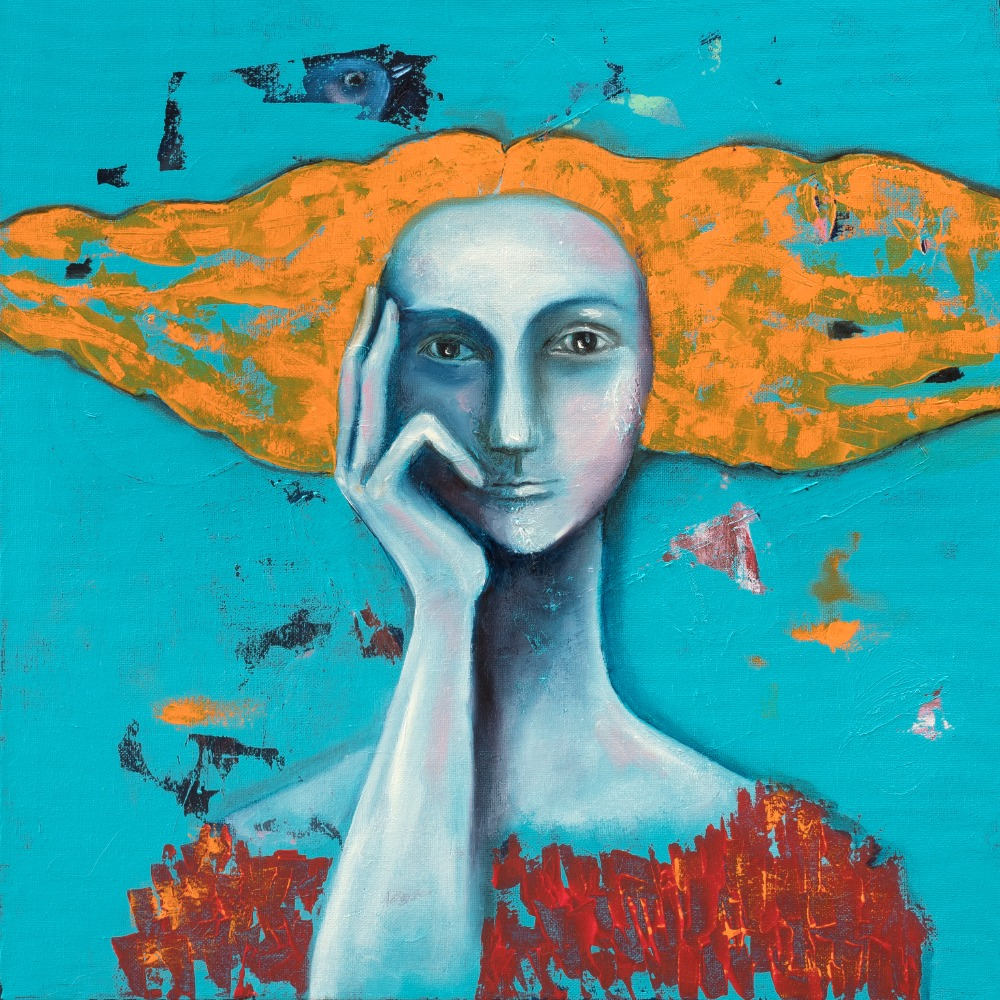
Čitatelka poezie
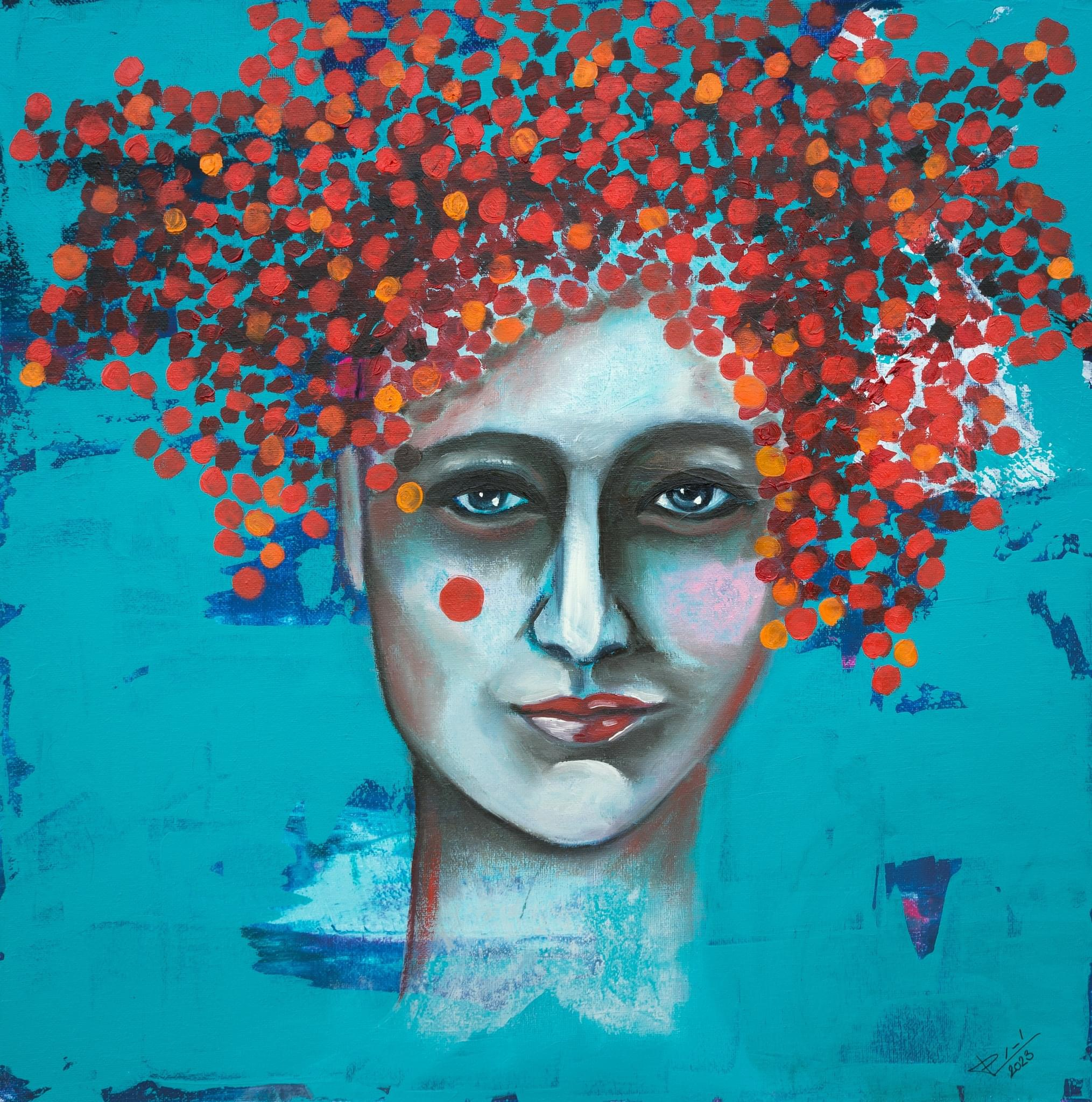
Jeřabinová
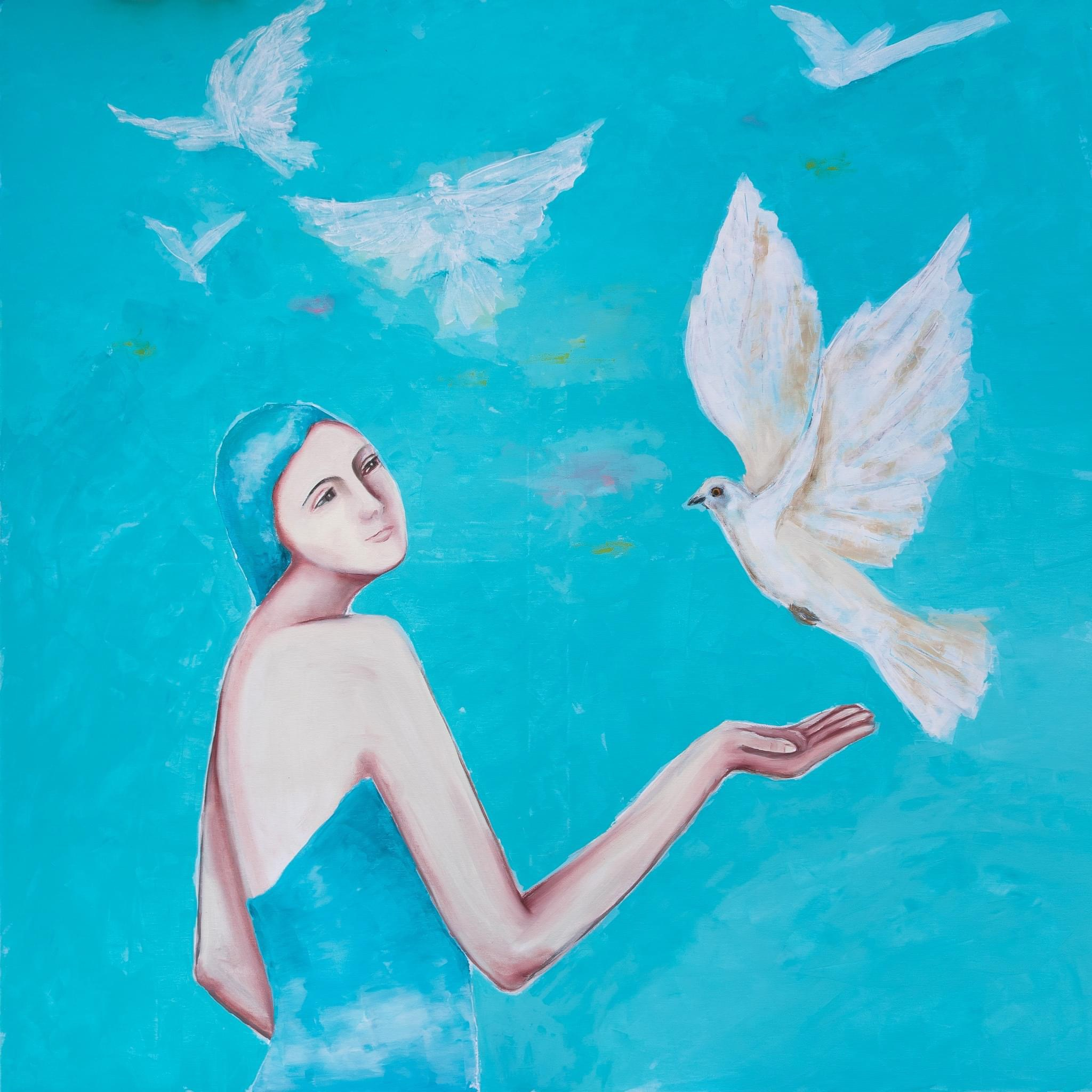
Volnost
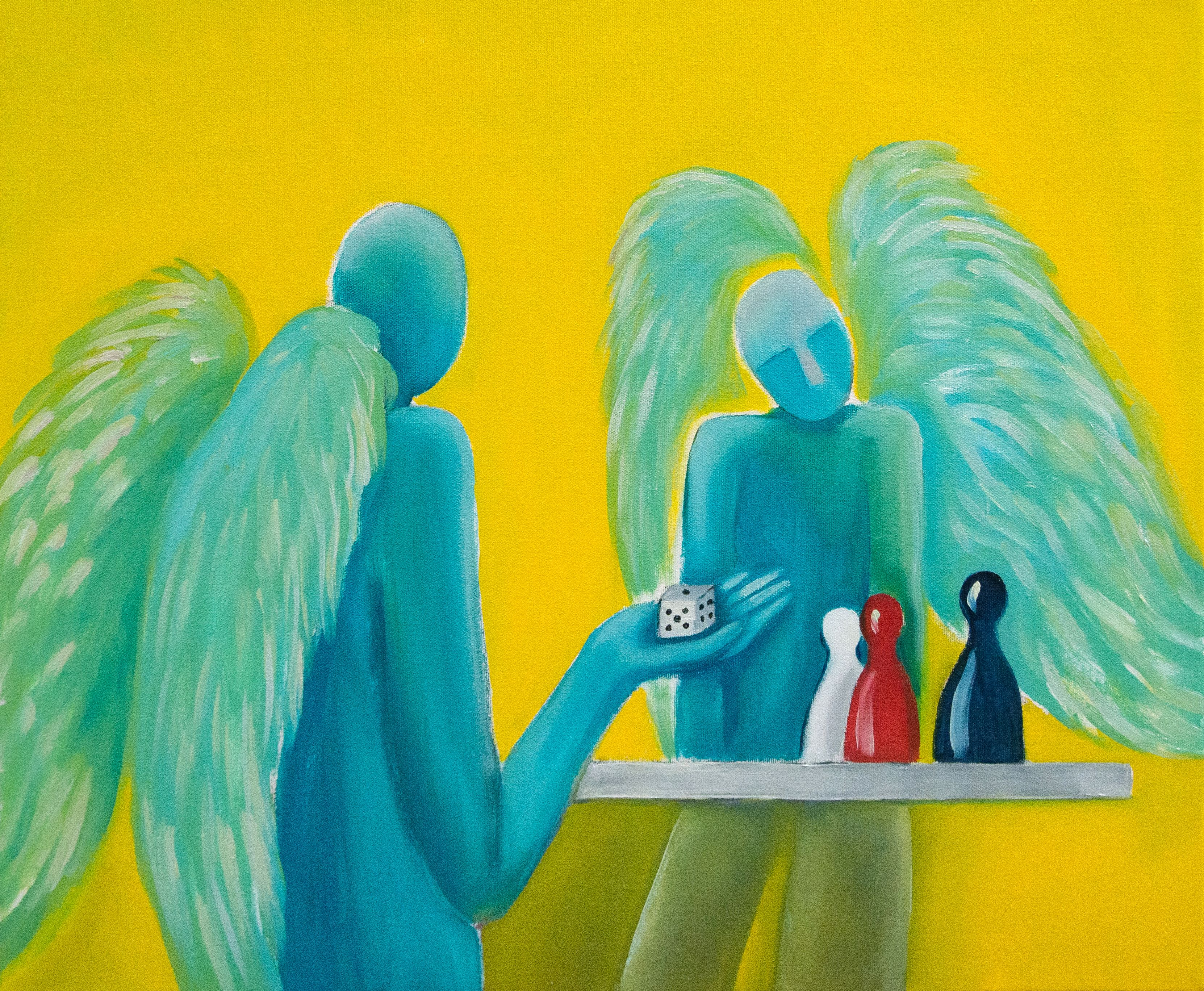
I Andělé si hrají
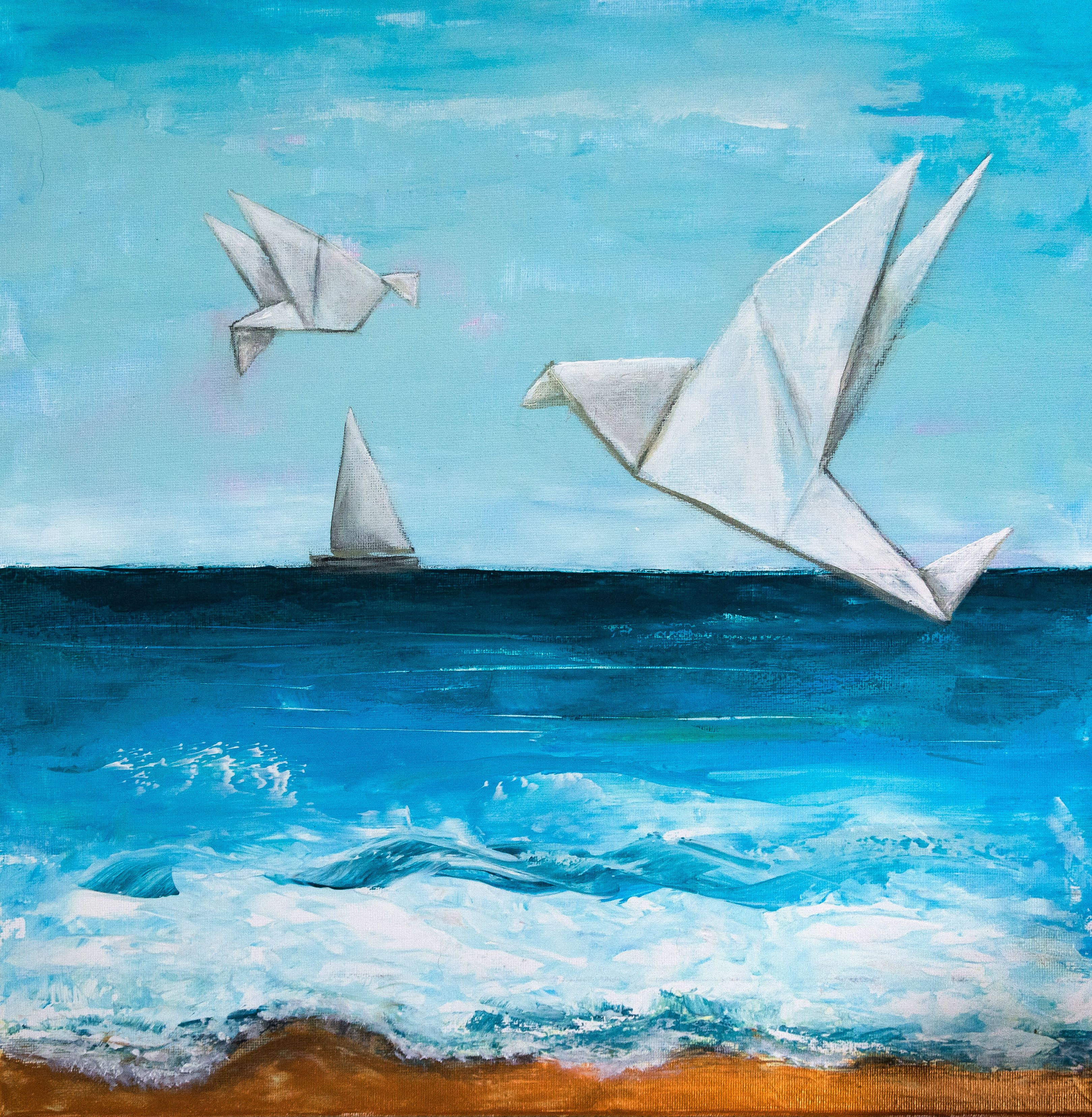
Vzpomínka na moře
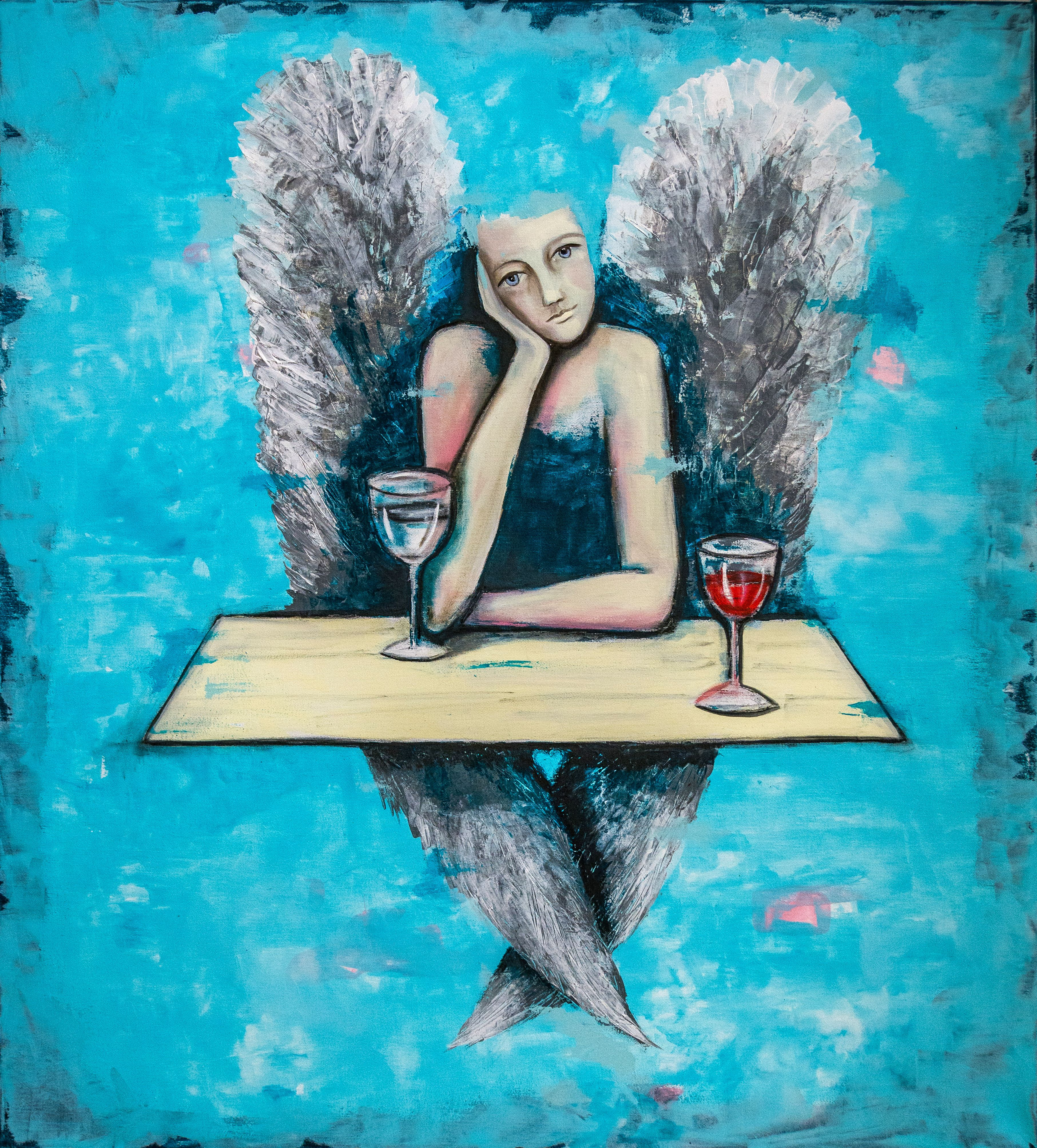
S Andělem na víně

## Výstavy

### Autorské – výběr
- 1998 Nový Berštejn (Zámek), Česká Lípa (Galerie 448)
- 1999 Telč (Zámecká věž)
- 2000 Pardubice (Kavárna Evropa), Vysoké Mýto (Galerie Kateřina)
- 2001 Hlinsko v Čechách (Skanzen Betlém), Říčany u Prahy (Píseň pro Kristýnku)
- 2002 Lázně Bělehrad (Muzeum K. V. Raise)
- 2003 Hradec Králové (Galerie Celebris), Lanškroun (Městské Muzeum), Slatiňany (Zámek)
- 2004 Letohrad, Hrad Rychmburk, Náchod (Muzeum), Pardubice (Čajovna Chelsea)
- 2006 Pardubice (Kulturní dům Hronovická), Trhová Kamenice (Muzeum), Choceň (Muzeum)
- 2008 Pardubice (Galerie Sýpka), Trhová Kamenice (Muzeum)
- 2009 Hlinsko v Čechách (Muzeum), Pardubice (Galerie Gong)
- 2010 Švýcarsko (Galerie Krause), Lnáře (Zámek), Úsní nad Orlicí (Galerie Malá scéna)
- 2012 Býšť (Knihovna), Pardubice (Restaurace u Jezera), Hradec Králové (Filharmonie)
- 2013 Žatec (Muzeum), Lázně Bohdaneč
- 2014 Křtiny u Brna (Muzeum), Pardubice (Restaurace u Jezera)
- 2015 Pardubice (Galerie Inflagranty), Trhová Kamenice (Muzeum)
- 2016 Pardubice (Galerie Inflagranty), Pardubice (Galerie Mázhaus)
- 2017 Chrudim (Atrium Café)
- 2018 Pardubice (Východočeské Divadlo), Pardubice (Zelená Brána), Nasavrky (Zámek)
- 2019 Hradec Králové (Filharmonie)
- 2020 Hlinsko (Městské muzeum a Galerie Čtyři)
- 2021 Holice (Kulturní dům) – Andělé všedního dne, Zruč nad Sázavou (Zámecká galerie) – Na(vy)dechnutí
- 2022 Nové Hrady (Zámecká Galerie) – O úplňku nespím, ale hraju si, Březová u Sokolova (Kaple) – Pisatelka lyrických básní
- 2023 Holice (Kulturní dům) – Křehká, Chrudim (Atrium Café) – ...tak povídej, poslouchám..., Libá (Zámek), Mladá Boleslav (Galerie Pod Věží), Pardubice (Divadlo Exil) – Holky v Pokušení
- 2024 Heřmanův Městec (Galerie Dvojdomek) – O holkách a snění v bytí, Praha (Dům u Černohorských, kolektivní výstava) – Třicet, Kutná Hora (Kavárna Čert a Káča) - Ohlédnutí, Kutná Hora (Kavárna Čert a Káča) - Pocta Jiřímu Ortenovi, Mělník (Galerie Ve Věži) - S Andělem na víně, Chrast (Městské muzeum Chrast) - I Andělé si hrají
- 2025 Praha (Galerie U Zlatého Kohouta, kolektivní výstava), Kamenice nad Lipou (Městské muzeum) – Sen o červeném ptáčkovi, Zruč nad Sázavou (Zámek) – Opilá létem